# 彭鳳
彭鳳（1499年—？），字起之，號夢瀑，江西袁州府分宜縣人，民籍，明朝政治人物。

## 生平
嘉靖元年（1522年）壬午科江西鄉試第四十五名舉人。嘉靖十四年（1535年）中式乙未科會試第一百七十八名，登第二甲第五十二名進士。改庶吉士，送翰林院读书。十六年正月授翰林院编修，册封岷藩，却諸餽遺。甲辰會試，充同考官，同里時相嚴嵩欲徇所私，鳳峻拒不納。二十三年八月因甲辰科考案革职。家居寓情山水，以著述爲事。敦行孝弟，嘗引呂氏藍田約，參酌成篇。西岡彭氏家法，遂冠一邑。所著有《逸休堂稿》。

## 家族
曾祖彭麟；祖父彭敬；父彭瓘，曾任省察官。嫡母黃氏；生母李氏。慈侍下。兄彭蛟。弟彭凰、彭鸞、彭鸿、彭鹤、彭鹞、彭鵡、彭龍、彭鹍、彭脩。

## 相关
- 明甲辰科场案